# Juan Sebastián Elcano (1927)
Juan Sebastián de Elcano – żaglowiec szkolny Królewskiej Hiszpańskiej Marynarki Wojennej. Określany jako  szkuner rejowy lub barkentyna. Żaglowiec posiada 4 maszty i liczy 113,1 metrów długości. Czwarty pod względem wielkości szkolny żaglowiec świata (po Siedowie (Rosja – długość: 117,5 m), Unionie (Peru – 115,7 m) i  Kruzenszternie (Rosja – 114,5 m)). Został zbudowany w 1927 roku w Kadyksie w Hiszpanii i nazwany na cześć hiszpańskiego podróżnika Juana Sebastiána Elcano. Obsada statku składa się z 197 osób załogi stałej oraz 78 kadetów odbywających praktykę morską.
Statek ten przepłynął najdłuższy dystans ze wszystkich pływających obecnie żaglowców – ponad 2,3 mln Mm.
W czerwcu 2019 żaglowiec po raz pierwszy odwiedził Polskę zawijając do Szczecina.